# Franciszak Wiaczorka
Franciszak Walancinawicz Wiaczorka (biał. Францішак Валянцінавіч Вячорка, ros. Франтишек Валентинович Вечёрко, Frantiszek Walentinowicz Wieczorko; ur. 26 marca 1988 w Mińsku) – białoruski działacz społeczny i polityczny młodego pokolenia, dziennikarz. Sekretarz międzynarodowy Partii Ludowo-Demokratycznej „Białoruski Ruch” (2011–2012) i były (2008–2009) przewodniczący młodzieżówki oraz członek zarządu Białoruskiego Frontu Ludowego (2007–2009). Redaktor Radia Wolna Europa (białoruska redakcja).
Obecnie Wiaczorka pełni funkcję starszego doradcy Swiatłany Cichanouskiej. 20 czerwca 2024 r. władze białoruskie skazały Wiaczorkę zaocznie na 20 lat więzienia.

## Życiorys

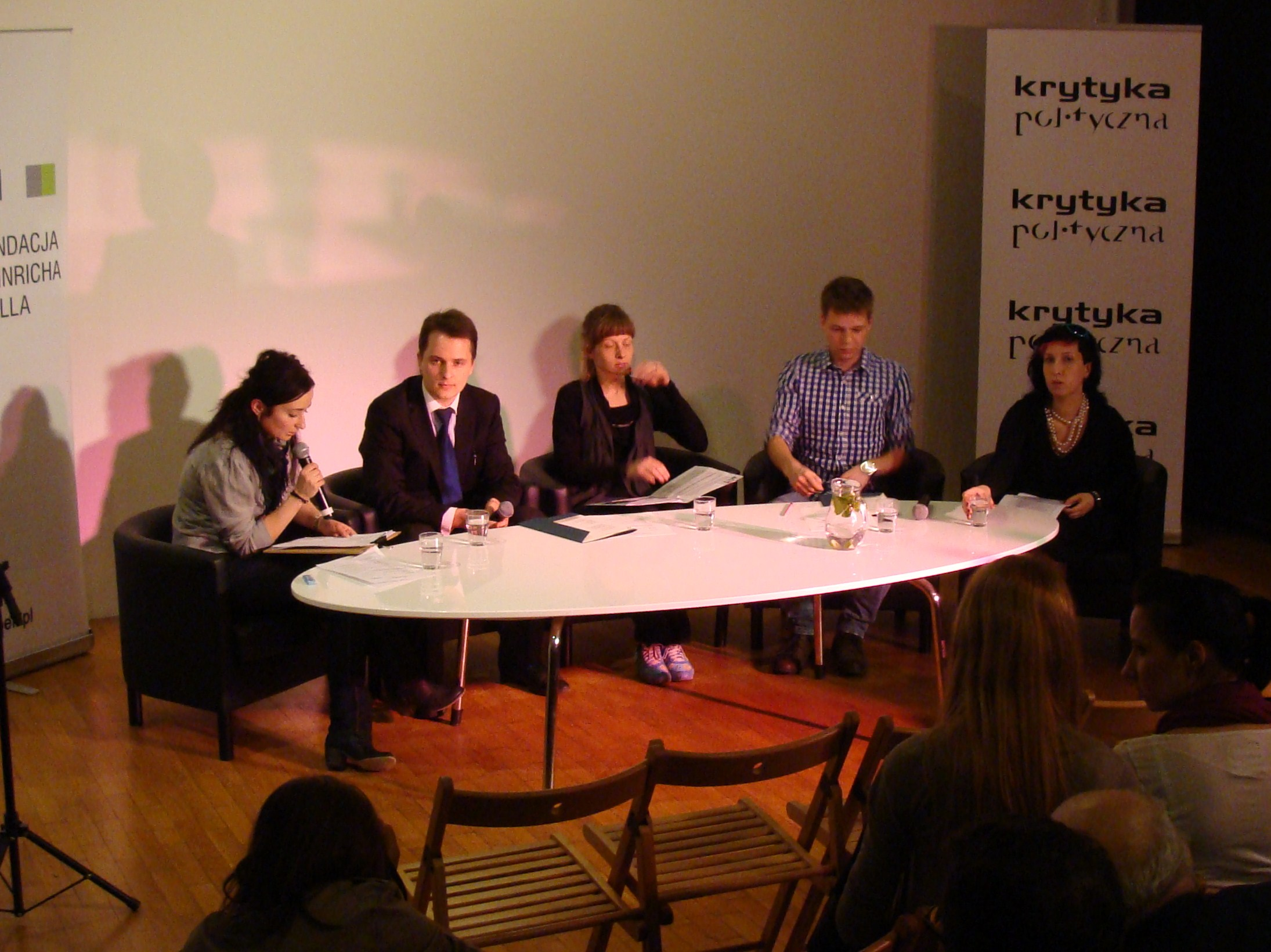
Franciszak Wiaczorka (drugi z lewej) w czasie recytacji białoruskiej literatury w Warszawie, 1 marca 2011 roku

Jest synem znanego działacza opozycyjnego Wincuka i działaczki kulturalnej Aryny Wiaczorków. Uczył się w Narodowym Liceum Humanistycznym im. Jakuba Kołasa (2001–2005), następnie rozpoczął studia na Wydziale Dziennikarstwa Białoruskiego Uniwersytetu Państwowego ze specjalnością techniki komunikacyjne, z których został relegowany w lutym 2008 z powodów politycznych. Kontynuował naukę na Europejskim Uniwersytecie Humanistycznym w Wilnie.
W styczniu 2009 został powołany do czynnej służby wojskowej, bez względu na stan zdrowotny. Przysięgę wojskową złożył w języku białoruskim w 8 Radiotechnicznej Brygadzie w Baranowiczach. W trakcie służby wojskowej został ukarany karą dyscyplinarną za używanie komend w języku białoruskim. Franek Wiaczorka został ukarany z powodu powtarzania poleceń oficera w języku białoruskim. Oficerowie polityczni stosowali wobec niego różne rodzaje presji psychicznej, w tym izolację od informacji, prześladowanie, cenzurę listów, gazet i książek oraz publikacji w niezależnej prasie i Internecie. Dziennik TV i oficjalna wojskowa gazeta „Belorusskaya Voyennaya Gazeta” przygotowały kilka oszczerczych materiałów na Wiaczorkę. 14 kwietnia 2010 zwolniony ze służby wojskowej. W armii zaczął kampanię wyborczą do Rady Lokalnej w Mozyrzu.
W działalność społeczną zaangażował się już w okresie liceum. W 2003 i 2004 organizował protesty przeciwko likwidacji jedynej białoruskojęzycznej szkoły średniej w Mińsku. Zainicjował akcję „Chcemy uczyć się po białorusku” (2004–2005), występował za utrzymaniem nazw Prospektów Skaryny i Maszerawa w Mińsku. W 2001 wstąpił do Młodego Frontu afiliowanego przy Białoruskim Froncie Ludowym, cztery lata później zakładał Młodzież BFL.
Zainicjował i pilotował ogólnokrajową akcję „Далучайся”, mającą zachęcić młodych ludzi do wstępowania w szeregi BFL. Stoi na czele komisji oświatowej i współpracy międzynarodowej Młodzieży BFL. Od 2006 do 2010 był członkiem BFL, zasiadał w sejmie i zarządzie partii, kierował komisją ds. kultury. Redagował czasopismo „Навіны БНФ” (2005). Od 2011 został jednym z założycieli nowej Partii Ludowo-Demokratycznej „Białoruski Ruch”, kieruje komisją ds. międzynarodowych.
Od 2008 współpracuje z niezależną telewizją Biełsat TV. Odpowiada za promocję na Białorusi. Zasiadał w grupie prasowej sztabu Alaksandra Milinkiewicza, kierował stroną internetową milinkevich.org. Koordynował prace informacyjne i internetowe sił zjednoczonych demokratycznych Białorusi (2007–2009).
Od 2012 r. współpracuje z Radiem Wolna Europa (białoruska redakcja). Pierwszy laureat Stypendium im. Václava Havla.
Kierował muzycznymi projektami „Я люблю ліцэй”, „Я люблю ліцэй: Веру ў Цябе” i „Партызанская школа”. Jest menadżerem grupy „Parason”. Pilotował projekty muzyczne „Janka Kupała” (2007) i „NiezależnyJA” (2008) – ten ostatni powstał z okazji 90. rocznicy utworzenia Białoruskiej Republiki Ludowej.
Koordynuje projekt „Беларускі Гальфстрым”, a w jego ramach m.in. „Kinabiblijatekę pa biełarusku”, dzięki której przetłumaczono na białoruski filmy „Love actualy”, „Shrek2”, „Pulp Fiction”, „En Liten Julsaga” i „Shrek The Third”.
Współpracuje z Radiem Racja, gdzie stworzył audycję „Maładyja hałasy”. Publikuje artykuły w „Narodnej Woli” i „Naszej Niwie”. Jest korespondentem agencji „BiełaPAN”. Należy do Międzynarodowego Zrzeszenia Młodych Dziennikarzy „YouthPress”. Jest głównym bohaterem filmu dokumentalnego „Lekcja białoruskiego” oraz laureatem nagród międzynarodowych za aktywność społeczną.
Współscenarzysta i drugi reżyser filmu Krzysztofa Łukaszewicza Żywie Biełaruś! (Viva Belarus), opartego na faktach z biografii oraz dzienników wojskowych Wiaczorki.

## Odznaczenia
- Medal 100-lecia Białoruskiej Republiki Ludowej – 2019[9]